# Weberstraße 45 (Quedlinburg)

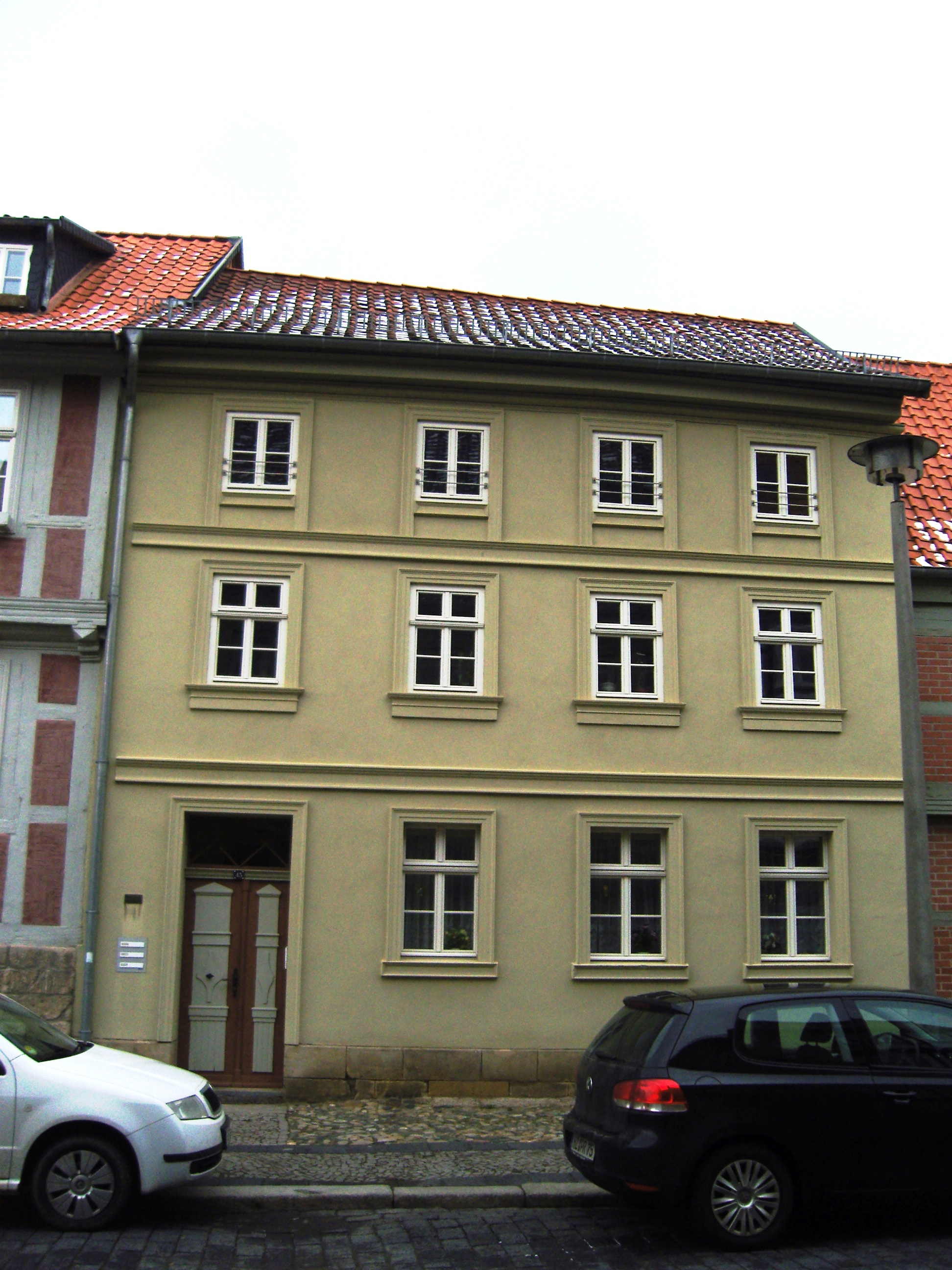
Haus Weberstraße 45

Das Haus Weberstraße 45 ist ein denkmalgeschütztes Gebäude in der Stadt Quedlinburg in Sachsen-Anhalt.

## Lage
Es befindet sich im nördlichen Teil der historischen Quedlinburger Neustadt und gehört zum UNESCO-Weltkulturerbe. Im Quedlinburger Denkmalverzeichnis ist es als Wohnhaus eingetragen. Nördlich grenzt das gleichfalls denkmalgeschützte Haus Weberstraße 44, südlich das Haus Weberstraße 46 an.

## Architektur und Geschichte
Das dreigeschossige verputzte Fachwerkhaus geht in seinem Kern nach einer Bauinschrift auf das Jahr 1816 zurück. Die Fassade wurde später schlicht im Stil des Spätklassizismus gestaltet und ähnelt in ihrem Erscheinungsbild dem des weiter nördlich gelegenen Hauses Weberstraße 43.
Oberhalb der Haustür befindet sich ein Oberlicht.